# Daniel Abraham (cyclisme)
Pour les articles homonymes, voir Abraham (homonymie).
Daniel Abraham Gebru, né le 11 février 1985, est un coureur cycliste néerlandais d'origine érythréenne.

## Biographie
Dès son enfance, Daniel Abraham se met à pratiquer le cyclisme, sport éminemment populaire en Érythrée. Il fuit son pays à l'âge de 15 ans en 2000, avant d'arriver aux Pays-Bas après un long périple. Ses parents, gens d'affaires, sont arrêtés dans le cadre de la guerre entre l'Érythrée et l'Éthiopie. Son père meurt dans une prison éthiopienne, tandis que sa mère parvient à fuir et à retourner vivre en Érythrée.
En 2008, il obtient un titre de séjour, après avoir vécu huit ans avec un statut de réfugié. Alors qu'il suit une formation pour devenir cuisinier, il reprend le cyclisme en 2010 en étant recruté par l'équipe Marco Polo, convaincue de ses capacités physiques après lui avoir fait effectué plusieurs tests. Dans le même temps, il commence à concourir des épreuves paralympiques, du fait de sa jambe gauche anormalement sous-développée.
En 2016, il réintègre avec un rôle de mentor l'équipe Marco Polo, refondée et ouverte aux coureurs réfugiés. Bien que n'ayant toujours qu'un permis de séjour, l'UCI l'autorise à participer aux Jeux paralympiques de Rio de Janeiro, où il est aligné sur la course en ligne en classe C4-5. Alors qu'il semble se diriger vers une médaille de bronze, il profite de la chute des deux leaders Alistair Donohoe et Yegor Dementyev juste devant la ligne d'arrivée pour s'imposer. Cette victoire lui vaut d'être décoré en tant que chevalier de l'ordre d'Orange-Nassau. Le 22 août 2017, il reçoit officiellement un passeport néerlandais. Cette même année, il est sacré champion des Pays-Bas du contre-la-montre dans la catégorie des élites sans contrat.
En 2018, il rejoint l'équipe continentale néerlandaise BEAT Cycling Club, en compagnie d'un autre ancien réfugié, Nahom Desale. Au mois de juin, il se classe 9e du championnat des Pays-Bas du contre-la-montre et 16e du Midden-Brabant Poort Omloop. À l'automne, il termine 9e du Chrono champenois puis du Duo normand, associé avec son coéquipier Piotr Havik.

## Palmarès et résultats

### Palmarès par année
- 2016
  -  Champion paralympique sur route (C4-5)
  - 3e du championnat des Pays-Bas de poursuite par équipes
- 2017
  -  Champion des Pays-Bas du contre-la-montre élites sans contrat
  - 3e du championnat des Pays-Bas de poursuite par équipes
- 2019
  - 1re étape du Kreiz Breizh Elites (contre-la-montre par équipes)

### Classements mondiaux
| Année                                 | 2018  | 2019  |
| ------------------------------------- | ----- | ----- |
| Classement mondial                    | 1907e | 3073e |
| UCI Europe Tour                       | 1268e | 1889e |
|                                       |       |       |
| Légende : nc = non classéSource : UCI |       |       |